# Coenotephria latevittata
Coenotephria latevittata là một loài bướm đêm trong họ Geometridae.